# Sacré Coeur Graz
Die Sacré Coeur Graz, auch Herz-Jesu-Kloster, befindet sich im zweiten Grazer Stadtbezirk St. Leonhard und ist eine Ordensniederlassung der Gesellschaft vom Heiligen Herzen Jesu (Sacré-Cœur) mit Privatschule. Sie ist Teil des Internationalen Netzwerks der Sacré Coeur Schulen in über 40 Ländern weltweit. Das Gebäude steht unter Denkmalschutz (Listeneintrag).

## Geschichte
Die Gründung des Klosters erfolgte im Jahr 1846, wobei erst 1851 mit dem Bau des Hauptgebäudes und der Kirche begonnen wurde. Die Pläne stammten vermutlich vom Architekten Georg Hauberrisser sen. Unter der Leitung von Johann Guido Wolf kam es 1897 zur Aufstockung des Hauses.
In den Jahren 1927 und 1928 wurde die Mittel- und Oberstufe in eine Frauenoberschule eingegliedert und ein Kindergarten auf dem Schulgelände gegründet. 1938 wurden sowohl Volksschule als auch Pensionat geschlossen, die Frauenoberschule zur III. Staatlichen Oberschule für Mädchen umstrukturiert. Die Ordensfrauen verließen im Jahre 1940 Graz.
Nach Ende des Zweiten Weltkrieges kehrten einige Schwestern wieder zurück und der Unterricht in Volksschule und Frauenoberschule konnte zumindest teilweise wieder aufgenommen werden. 1959 war die Volksschule keine reine Mädchenschule mehr, 1978 wurde auch die AHS koedukational. 2001/02 wurde der Dachboden der Volksschule ausgebaut. 2004 wurde nach Plänen des Architekten Gerhard Kreutzer ein neues, moderneres Kindergartengebäude errichtet.

## Schulen
- Kindergarten
- Volksschule
- Gymnasium und wirtschaftskundliches Realgymnasium: Pädagogischer Panther 2007[4], jährliche Teilnahme am Schüler-Projekt Compassion[5]

## Klostergebäude
Das Kloster besitzt einen unregelmäßigen T-förmigen Grundriss. In den Jahren 1870/71 wurde das Schulgebäude und 1954 der Pensionatflügel hinzugefügt. Der langgestreckte Baukörper hat eine glatte Fassade und ist an der West-Seite, an der die Kirche angebaut ist, mehrmals geknickt. Als Portalbekrönung dient eine Sandsteinfigur der Maria mit Kind (Ende 19. Jh.), die im Umkreis von Hans Brandstetter geschaffen wurde. Das Gemälde des gekreuzigten Christus im Stiegenaufgang stammt aus dem 17. Jahrhundert, jenes am Gang mit einer Maria und dem Jesuskind aus dem dritten Viertel des 18. Jahrhunderts.

### Klosterkapelle Heiligstes Herz Jesu
Die Klosterkapelle des Sacré Coeur ist  dem Heiligsten Herzen Jesu geweiht. Sie wurde 1852 errichtet und 1961/62 nach den Plänen von Karl Lebwohl neu gestaltet. Die Außenfassade ist durch einen Risalit vom Klostergebäude abgehoben und durch korinthische Kolossalpilaster gegliedert. Das einschiffige Langhaus besteht aus fünf Jochen und einer Flachdecke mit Gurtbögen. In die Wand sind Flachbogenfenster eingelassen.
Von der ursprünglichen Neorenaissance-Ausstattung sind lediglich die Orgel, das Gestühl und Kreuzwegreliefs übrig geblieben. An der Chorwand steht ein Bronzekruzifix und am Triumphbogen sind Halbfiguren aus Bronze einer Maria mit Kind und des heiligen Joseph zu sehen. Beide wurden 1962 vom Künstler Erwin Huber gefertigt.

## Partnerschulen
Das Sacrè Coeur Graz unterhält Kooperationen und gemeinsame Austauschprogramme mit folgenden Schulen (Stand: November 2020):
- Blanche de Castille Versailles, Frankreich, seit 1989/1990
- Collège et Lycée Saint Jean Hulst in Versailles, Frankreich, seit 2012/2013
- Piaristen Gymnasium in Budapest, Ungarn, seit 1989/1990
- Mount Greylock High School in Williamstown, Massachusetts, USA
- Williams College in Williamstown, Massachusetts, USA
- Regis High School in New York City, New York, USA
- Sacré Coeur Grundschule St. Bernadette in Jinja, Uganda, seit 2006/2007